# Surco calcarino

Cisura Calcarina en rojo

Cisura calcarina en rojo. Aquí se ve esquemáticamente, como una línea (Calcarine fissure). Lóbulo occipital izquierdo visto por su cara interna.

El surco, cisura o fisura calcarina es una de las hendiduras presentes en la superficie del cerebro.

La cisura calcarina está ubicada en la cara interna de cada lóbulo occipital, siguiendo una trayectoria, de atrás adelante, de abajo arriba. A ambos lados de esta cisura y en su profundidad se localiza el corteza visual primaria. 

La  cisura calcarina, situada en la cara medial, atraviesa la superficie interna del lóbulo occipital por su parte media, extendiéndose desde la extremidad posterior del polo occipital, hasta la cisura parieto-occipital.
Este surco origina una estructura en el cuerno occipital del los ventrículos laterales llamado calcar avis o bien espolón de Morand.